# QNews
QNews (QN) — бесплатный еженедельный ЛГБТ-журнал и онлайн новостное издание, издаваемый в Брисбене.

## Контент
QNews - ориентированный на жителей Квинсленда журнал о жизни ЛГБТ+ людей, предназначенный для членов австралийского ЛГБТ+ сообщества и их союзников. Журнал выходит раз в две недели. Журнал освещает местные и национальные события ЛГБТ+, общественные вопросы, здоровье, развлечения и культуру. Печатная публикация и веб-сайт доступны бесплатно и существуют полностью за счёт рекламы.
Издание регулярно сотрудничает с ЛГБТ+ сообществом в Квинсленде и северной частью Нового Южного Уэльса, включая Брисбен Прайд (англ. Brisbane Pride), Кэрнс Тропикал Прайд (англ. Cairns Tropical Pride) и Тропикал Фрутс (англ. Tropical Fruits).
В апреле 2016 года журнал выпустил свой 400-й номер и отметил, что это был рекорд по наибольшему числу выпусков печатных ЛГБТ+ изданий Квинсленда.
В октябре 2018 года QNews назначил на должность главного редактора транссексуальную женщину Дестини Роджерс (англ. Destiny Rogers), и как сообщается, это первое австралийское издание сделавшей это.

## История
QNews был образован в декабре 2000 года после прекращения выпуска издания «Брат Сестра» (англ. Brother Sister), на фоне краха национального ЛГБТ издательства «Satellite Media». Первый номер QNews был выпущен 15 декабря 2000 года под управлением Рэя Маккерета, который ранее управлял изданием «Брат Сестра». С самого начала это было издание выпускавшееся раз в две недели, изначально журнал выпускался в формате бульварной газеты. Историк Ширлин Робинсон описала журнал QNews как менее «высокомерную», чем его конкурент, Queensland Pride.
В 2013 году газета The Australian, утверждала, что QNews завышал свои показатели распространения, говоря, что издание утверждало, что распространяло примерно вдвое больше копий, чем было фактически напечатано. Предполагается, что тираж журнала в то время составлял в среднем около 8500 экземпляров.
В 2015 году журнал столкнулся с финансовыми трудностями и перспективой закрытия, в результате чего журналу потребовалась краудфандинговая кампания, чтобы поддерживать издание в течение достаточно долгого времени, чтобы заинтересовать нового издателя. Журнал столкнулся с дополнительными проблемами позже в том же году после того, как его тогдашний владелец Рэй Маккерет объявил о банкротстве. Позднее, в том же месяце, журнал был продан бизнесмену из Квинсленда - Ричарду Баккеру.

## Распространение
В настоящее время QNews имеет более 450 точек распространения, в основном по всему Квинсленду и северному Новому Южному Уэльсу.
Печатный журнал также публикуется онлайн каждые две недели.